# آني فسكي
آني فسكي (إستونية:Anne Veski) (بالروسية: Анне Вески)، من مواليد 27 فبراير 1956م في إستونيا السوفيتية، هي مغنية راب إستونية، وهي تجيد اللغة الروسية والبولندية ولغتها الإستونية، وكانت مغنية سوفيتية،  اشتهرت بأغنيتها الروسية خذني معك (Vozmi menya s soboy) سنة 1983م.